# Awraham Soetendorp
Awraham Shalom Soetendorp (Amsterdam, 16 februari 1943) is een Nederlandse rabbijn. In het jodendom behoort hij tot de liberale richting.

## Levensloop
Soetendorp werd in Amsterdam geboren waar zijn vader Jacob Soetendorp rabbijn was. Tijdens de razzia van juni 1943 in Amsterdam-Oost, waarbij de Duitsers het huis binnenvielen, zag een SS-officier de baby en zei tegen de ouders dat zij nu niet mee hoefden, maar dat hij de volgende dag wel terug zou komen. Hierdoor konden de ouders van Soetendorp met hem vluchten en brachten hem onder op een onderduikadres in Velp bij zijn pleegouders Bertus en Ria van der Kemp. Zijn eerste levensjaren bracht hij hierdoor door als Bobby van der Kemp.  Hij hecht er nog altijd aan dat hun namen worden genoemd. Na de oorlog kwam hij bij zijn ouders terug en woonde van 1948 tot 1953 in Israël. Hij bezocht verschillende opleidingen, waaronder het Vossius Gymnasium te Amsterdam, het Leo Baeck College in Londen (progressief opleidingsinstituut voor rabbijnen) van 1963 tot 1967 en het Hebrew Union College Cincinnati in de Verenigde Staten.
Hij was vanaf 1968 rabbijn van de Liberaal Joodse Gemeente te Den Haag, daarnaast is Soetendorp president van de Europese Regio van de Wereld Unie van Progressief Jodendom en vicevoorzitter van het Global Forum of Spiritual and Parliamentary Leaders. Hij is oprichter van het Fonds Hoop voor Kinderen, Respect Foundation en initiatiefnemer van de Week van Respect. Tevens is hij lid van het 'International Green Cross', het 'Earth Charter', 'Water for Life', en de commissie voor Millennium Development Goals. In de beweging One Voice is hij actief in het bijeenbrengen van vredesgroepen in Palestina en Israël. Op 16 februari 2008 nam hij afscheid als rabbijn van de Liberaal Joodse Gemeente in Den Haag.
Voor de Tweede Kamerverkiezingen van 2010 fungeerde Soetendorp als lijstduwer voor Partij één, aangevoerd door zeven vrouwen waaronder Yesim Çandan als lijsttrekker. Soetendorp behaalde op 27 april 2010 slechts 83 voorkeurstemmen.
Op 6 oktober 2013 werd een documentaire van filmmaker Heleen Minderaa over Soetendorp bij de Joodse Omroep uitgezonden. De titel was "In dienst van de Vrede". Op 15 november 2024 werd door de Joodse redactie van de EO de documentaire "Met geduldige haast" uitgezonden waarin Soetendorp de balans opmaakt als bruggenbouwer.

## Persoonlijk
Soetendorp is getrouwd en heeft twee dochters, zeven kleinkinderen en één achterkleinkind. Zijn broer David Soetendorp is op 21 februari 2009 geïnstalleerd als rabbijn van de joodse gemeente Masorti in de synagoge van Weesp.